# Bradypallene espina
Bradypallene espina är en havsspindelart som beskrevs av Kim, I.H. och J.-S. Hong 1987. Bradypallene espina ingår i släktet Bradypallene och familjen Callipallenidae. Inga underarter finns listade.